# Anton Menge
Franz Anton Menge  (Arnsberg, Vestfália, 15 de fevereiro de 1808 — Danzigue, 27 de janeiro de 1880) foi um naturalista alemão.
Foi  um estudante brilhante de física, química e história natural  na Universidade de Bona. Tornou-se professor no da universidade Bonn de 1828 a 1832.  Foi  também professor no  lycée Petrischule de Dantzig.
Foi membro da Sociedade de História Natural de Dantzig e de diversas outras sociedades científicas. Efetuou  numerosas investigações sobre geologia, botânica e zoologia.
Publicou, de 1866 a 1878 "Preussische Spinnen".